# Медведев (Ставропольский край)
Медве́дев — хутор в Курском районе (муниципальном округе) Ставропольского края России.

## География
Хутор расположен в южной части Курского района, слева от канала имени Ленина. Находится в 27 км к юго-востоку от районного центра Курская, в 251 км от краевого центра Ставрополь, и в 16 км к северо-востоку от Моздока.
Граничит с землями населённых пунктов: Графский на востоке, Бугулов на юге и Русское на западе.
Населённый пункт расположен в степной зоне. Средние высоты составляют 136 метров над уровнем моря. Перепады высот незначительны.
Гидрографическая сеть представлена в основном искусственными каналами и артезианскими колодцами.
Климат умеренно континентальный, характеризующаяся жарким летом со средними температурами около +27 °С и холодной зимой со средними температурами января около −5 °С. Летом часты суховеи, дующие с северо-востока. Среднегодовое количество осадков составляет около 500 мм.

## История
Хутор основан в 1766 году как отсёлок от Моздокского военного укрепления.
Согласно «Списку населённых мест Кавказского края» за 1874 год хутор Медведев, расположенный к северу от реки Куры, неподалёку от Сухопадинского поста, в 20 верстах от Курской станицы (число дворов – 5, количество жителей – 39 человек), входил в Пятигорский округ.
До 16 марта 2020 года хутор входил в упразднённый Серноводский сельсовет.

## Население
| 1989 | 2002 | 2010 | 2021 |
| ---- | ---- | ---- | ---- |
| 310  | ↗400 | ↗449 | ↘443 |

Национальный состав
По данным Всероссийской переписи населения 2010 года:
| Народ      | Численность, чел. | Доля от всего населения, % |
| ---------- | ----------------- | -------------------------- |
| турки      | 214               | 47,7 %                     |
| русские    | 129               | 28,7 %                     |
| осетины    | 32                | 7,1 %                      |
| кабардинцы | 25                | 5,6 %                      |
| чеченцы    | 23                | 5,1 %                      |
| другие     | 26                | 5,8 %                      |
| всего      | 449               | 100 %                      |

## Инфраструктура
Медицинскую помощь оказывает фельдшерский пункт.

## Улицы
Через хутор тянется всего одна улица — Кольцевая.

## Связь и телекоммуникации
В 2016 году в хуторе введена в эксплуатацию точка доступа к сети Интернет (передача данных осуществляется посредством волоконно-оптической линии связи).